# 기독교 변증학
기독교 변증학(基督敎 辨證學, 고대 그리스어: ἀπολογία, 영어: christian apologetics)은 어떤 제기된 문제에 관하여 기독교를 변호하는 기독교 신학의 한 분야이다. 기독교 변증학은 수 세기에 걸쳐 초기 교회 사도 바울을 시작으로 오리겐, 히포의 아우구스티누스, 유스티노 순교자, 그리고 터툴리안과 같은 교부들 그리고 스콜라주의 시대의  토마스 아퀴나스, 둔스 스코투스, 오컴의 윌리엄 그리고 캔터베리의 안셈과 같은 기독교 신학자들의 작품에서 다양하게 나타난다. 파스칼은 계몽주의 이전에 행동하는 기독교 변증학자였다. G. K. 체스터턴, C. S. 루이스, G. E. M. 앤스콤, 코닐리어스 반틸과 같은 사람들이 현대에 노력을 하였고, 최근에는 노만 가이슬러, 앨빈 플랜팅가, 월터스토프, 게리 하버마스, R. C. 스프롤, 그리고 윌리엄 레인 크레이그와 같은 많은 사람들이 자신들의 작품을 통하여 활동하고 있다.

## 역사

### 유대인 선구자
에드거 제이 굿스피드(Edgar J. Goodspeed)에 따르면, 1세기 유대인의 변증적 요소 는 솔로몬의 지혜, 필로의 '묵상의 삶에 관한여' 그리고 보다 분명하게 요세푸스의 '아피온에 대한 반박' 과 같은 작품에서 볼 수있다고 한다.
원래 그리스어 변호는 법정에 고발 또는 기소에 대한 응답으로, (ἀπολογέομαι에서 ἀπολογία는 apologeomai, ) 의미가 대답하여 말하다, 자신을 변호하다라는 뜻이다. 플라톤과 제론에 의해서 진술된 소크라테스의 변호는 젊은이를 부패시키고 도시가 믿는 신들을 믿지 않고 다이몬이라는 새로운 다른신을 믿게한다는 책임에 대하여 변증하는 것이었다.

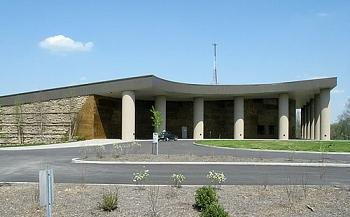
창조 박물관 (Creation Museum) 은 켄터키주 피터스 버그 (Petersburg)에 있는 창세기 (AiG)의 창조 변증학 기관이 운영하는 젊은 지구 창조론 박물관이다.

## 기독교 변증학 프로그램을 제공하는 주요 대학
| 학교                           | 위치                                   | 프로그램                              | 코멘트 | 수여되는 학위                       | 참조         |
| ------------------------------ | -------------------------------------- | ------------------------------------- | ------ | ----------------------------------- | ------------ |
| 비올라 대학교                  | 미국 남부 캘리포니아                   | 기독교 변증론                         |        | 수료증, MA                          | [ 5 ]        |
| 중앙 인도 신학교               | 이타르시, 인도                         | 기독교 변증론                         |        | M.Th., Ph.D.                        | [ 6 ] [ 7 ]  |
| 클라크 서밋 대학               | 미국 펜실바니아 사우스 애 빙턴 타운 쉽 | 성서 변증론                           |        | M.A.                                | [ 8 ]        |
| 덴버 신학교                    | 미국 콜로라도                          | 변증론과 윤리                         |        | MA, M.Div.                          | [ 9 ] [ 10 ] |
| 기독교 변증론을 위한 홍콩 센터 | 홍콩                                   | 기독교 변증론                         |        | 기독교 변증론 증명서                | [ 11 ]       |
| 휴스턴 침례교 대학교           | 미국 텍사스 휴스턴                     | 기독교 변증론                         |        | M.A.                                | [ 12 ]       |
| 뉴 올리언스 침례 신학교        | 루이지애나주 뉴 올리언스               | 기독교 변증론                         |        | 석사, M.Div., D.Min., Ph.D.         | [ 13 ]       |
| 오클라호마 웨슬리안 대학교     | 바틀 즈빌, 오클라호마                  | 기독교 변증론                         |        | M.A.                                |              |
| 웨스트 민스터 신학교           | 미국 필라델피아                        | 변증론                                |        | 박사 과정, 석사 과정, 인증 프로그램 | [ 14 ]       |
| 남아프리카 신학교              | 요하네스 버그, 남아프리카              | 변증론                                |        | MTh                                 | [ 15 ]       |
| 남 침례교 신학교               | 켄터키주 루이빌                        | 변증론 / 변증론 및 세계관             |        | 석사, 박사                          | [ 16 ]       |
| 남부 복음 학교                 | 샬럿, 노스 캐롤라이나                  | 변증론 / 과학 변증론                  |        | 인증서, MA, MDiv, DMin              | [ 17 ]       |
| 기 믈레 콜렌 NLA 칼리지        | 노르웨이 크리스티 안산                 | 커뮤니케이션, 세계관 및 기독교 변증론 |        | 수료증, 학사                        | [ 18 ]       |

## 고든 루이스의 분류 (변증학의 방법에 따른 분류[19])

### 순수 경험주의
올리버 버스웰: 그의 인식론은 존 로크와 데이비드 흄의 경험주의로부터 온다.

### 이성적 경험주의
스튜어트 C. 해케트 :  그의 인식론은 이성주의와 경험론을 합성한 칸트에서 출발한다.  즉, 지식은 경험의 원자료에서 시작하여 지성의 선험( a priori)의 목록에 의해 조직화되고 구조화된다.
게리 하버마스 : 그의 경험주의적 접근은 다른 여러 인식론적 관점과 함께 한다.
클락 H. 피녹, 볼프하르트 판넨베르크

### 이성주의
고든 클라크

### 전제주의 ( 성경적 권위주의)
코닐리어스 반틸, 그레그 반슨, 프란시스 쉐퍼

### 신비주의
Earl E. 바레트

### 확인주의 (verificationism)
E. J. 카넬

## 버나드 램의 분류 ( 믿음과 이성의 관계에 따를 분류)

### 크리스천이 은혜를 체험한 것의 유일성을 강조한 시스템
주관적인 종교적 체험을 강조하며, 하나님이 초월성과 죄가 인간의 지적인 영역에 영향을 준 것의 상호관계를 강조한 것으로 파스칼과 쇠렌 키르케고르가 여기에 해당된다.

### 변증학이 시작된 시점에서 자연 신학을 강조하는 시스템
종교적 지식을 발견하기 위해 인간의 이성을 크게 신뢰하는 학파이며, 토마스 아퀴나스, 버틀러, 텐넌트가 여기에 해당된다.

### 변증학이 발전된 기초에 대하여 계시를 강조하는 시스템
이성의 역할이 있지만 이성은 하나님의 계시에서 믿음에 기초해야 하며 하나님의 계시를 이해하려고 노력하는 학파이며, 어거스틴, 칼빈, 카이퍼, 반틸등이 있다.

## 같이 보기
- 기독교 사과 작품 목록
- 기독교 철학
- 기독교와 신지학
- 에큐메니칼 변증론
- 증거 변증론
- 기존의 변증론
- 믿음과 합리성
- 전제주의 변증학
- 개혁주의 인식론
- 종교 인식론